# Tamāra Vilerte
Tamāra Vilerte (o Tamāra Rudovska, Omsk, 5 de març de 1954) és una jugadora d'escacs letona que té el títol de Gran Mestre Femení des de 2008, any en què fou Campiona del món sènior femenina.
Vilerte es graduà a l'Institut Pedagògic de Daugavpils. És professora de biologia de professió, però treballa com a entrenadora d'escacs. El seu germà, Jānis Vilerts (1943–2001) fou director de l'escola d'escacs de Kuldiga.

## Resultats destacats en competició
Vilerte va guanyar el campionat de Letònia femení per edats els anys 1971 i 1972. El 1972 va compartir els llocs 3r-7è al campionat juvenil femení de la Unió Soviètica. El 1973 va compartir el primer lloc amb Ingrīda Priedīte al campionat de Letònia femení.
El 2008 es proclamà Campionat del món d'escacs sènior femení a Bad Zwischenahn i rebé en conseqüència el títol de Gran Mestre Femení. El 2008 també fou segona al Campionat d'Europa sènior femení a Davos (la campiona fou Elena Fatalibekova).